# Нейрогенез
Нейрогене́з (др.-греч. νεῦρον «волокно, нерв» + γένεσις «рождение, возникновение, происхождение») — комплексный процесс, который начинается с пролиферации клеток-предшественниц, миграции, дифференцировки новообразованных клеток и кончается образованием нового функционирующего и интегрированного в нейрональную сеть нейрона. Наиболее активный во время пренатального развития, нейрогенез ответственен за наполнение растущего мозга.

## Эмбриональный нейрогенез
Смотрите развитие нервной системы позвоночных.

## Нейрогенез у взрослых

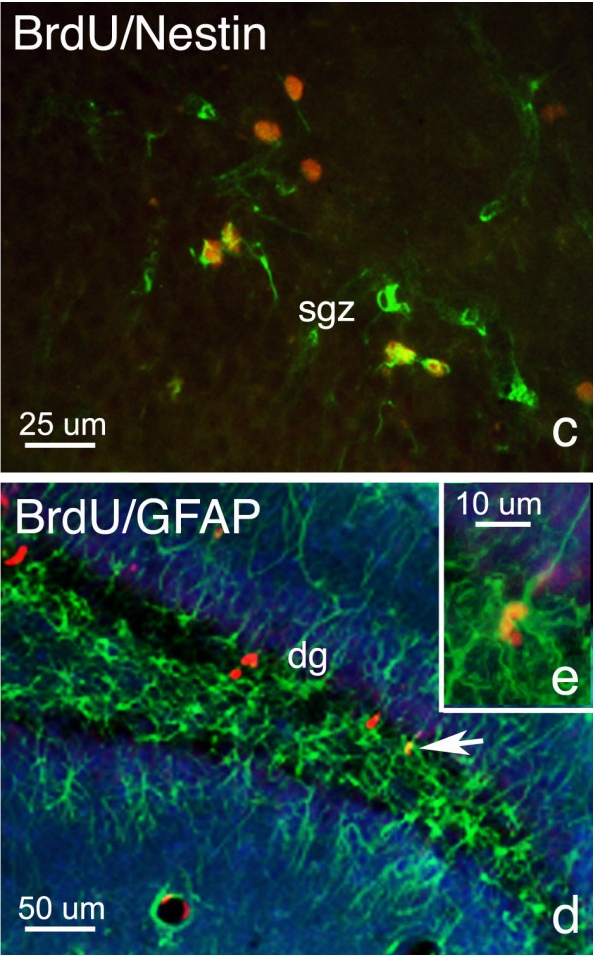
Нейрогенез в гиппокампе: иммунохимическая визуализация BrdU (красный) позволяет выявлять пролиферирующие клетки в субгранулярной зоне (sgz) зубчатой извилины (dg). Фрагмент иллюстрации из работы Faiz et al., 2005.

Нейрогенез у взрослых — это явление, относительно недавно признанное научным сообществом, которое опровергло существовавшую долгое время научную теорию о статичности нервной системы и её неспособности к регенерации. В течение многих лет только небольшое число нейробиологов рассматривало возможность нейрогенеза. Однако, в последние десятилетия, благодаря развитию иммуногистохимических методов и конфокальной микроскопии, сначала было признано наличие нейрогенеза у певчих птиц, а затем были получены неоспоримые доказательства нейрогенеза в субвентрикулярной зоне и субгранулярной зоне (части зубчатой извилины гиппокампа) у млекопитающих, в том числе у людей. Некоторые авторы предполагают, что образование новых нейронов у взрослых также может происходить и в других областях мозга, включая неокортекс приматов, другие ставят под вопрос научность этих исследований, а некоторые считают, что новые клетки могут оказаться глиальными клетками.
Существует гипотеза, что микроокружение в субвентрикулярной зоне и в зубчатой извилине гиппокампа (так называемая нейрогенная ниша) обладает специфическими факторами, которые необходимы для деления клеток предшественников нейронов, а также дифференцировки и интеграции новообразовавшихся нейронов.
Около 50 % новорождённых клеток погибает по механизмам запрограммированной клеточной гибели, но если молодые нейроны образуют синаптические контакты или получают необходимую трофическую поддержку, то они могут выживать в течение долгого времени.

### Функциональное значение
Нейрогенез у взрослых является одним из механизмов пластичности мозга, выражающихся в увеличении количества нейронов и структурной перестройке нейрональных сетей, образовании новых синапсов и изменении синаптической передачи. Добавление новых клеток в обонятельные луковицы и в зубчатую извилину гиппокампа заканчивается функциональной интеграцией клеток с уникальными характеристиками. Например, молодые гранулярные клетки в зубчатой извилине имеют более низкий порог долговременной потенциации, чем более старые клетки. Предполагается, что эта пластичность важна для процессов обучения и памяти.

### Регуляция
Множество исследований было направлено на определение и изучение факторов, которые регулируют пролиферацию, выживаемость, миграцию и дифференцировку нейрональных предшественников. Этими факторами являются гормоны, ростовые факторы, нейротрансмиттеры, цитокины, электрофизиологическая активность, стресс и др.

### Стимулирование эндогенного нейрогенеза для лечения нейродегенеративных заболеваний
Если нейрогенез изначально присутствует во взрослом мозге на базовом уровне, то можно попытаться усилить его и тем самым компенсировать недостаток нейронов, вызванный нейродегенеративными заболеваниями. Может показаться научной фантастикой, что новообразованные нейроны могут мигрировать в повреждённую область для того, чтобы дифференцироваться в нейроны необходимого фенотипа. Тем не менее, есть группа работ, в которых у животных с паркинсонизмом было использовано управление эндогенными нейрональными предшественниками для попытки восстановления дофаминергической иннервации стриатума.

### Эффект от каннабиноидов
В 2005 году клинические исследования крыс при Университете Саскачевана показали, что использование каннабиноидов приводит к росту новых нейронов в гиппокампе. Исследования показали, что синтетический наркотик, напоминающий ТГК — основной психоактивный ингредиент марихуаны — обеспечивает некоторую защиту мозга от воспаления, что может привести к улучшению памяти в пожилом возрасте. Это связано с рецепторами в организме, которые также могут повлиять на воспроизводство новых нейронов.

## См. также

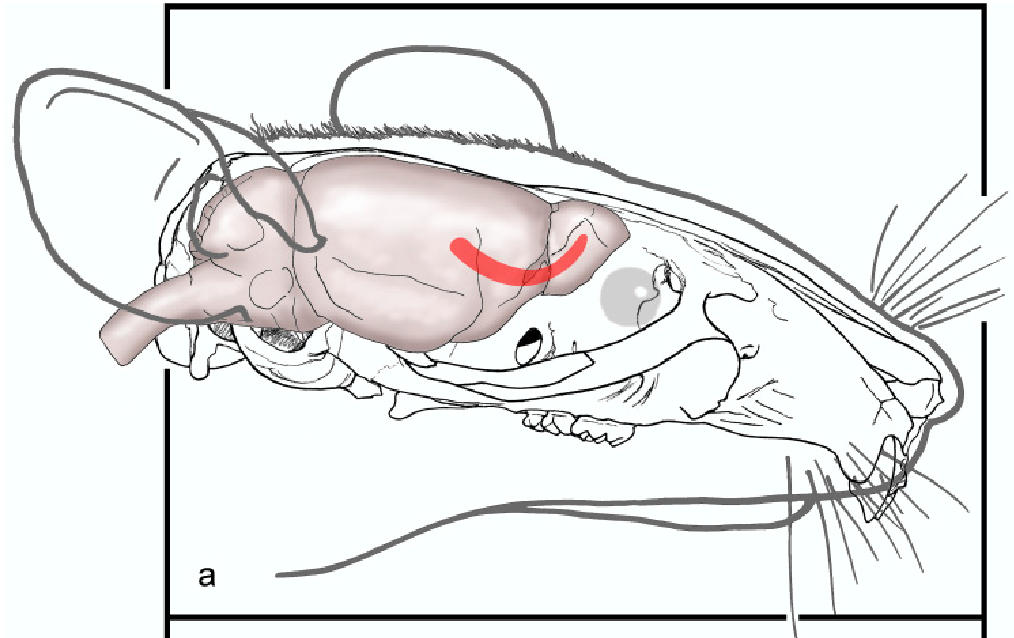
Ростральный миграционный тракт у грызунов позволяет новым нейронам достигать обонятельной луковицы и встраиваться в неё на всём протяжении жизни.